# Henry Ford Museum
L'Henry Ford Museum è un museo dedicato all'inventore ed imprenditore statunitense Henry Ford, situato a Dearborn, negli Stati Uniti.

## Storia
Il museo nacque come collezione personale dello stesso Henry Ford. Essa comprendeva oggetti storici che l'inventore iniziò a raccogliere nel 1906. Oggi il museo è principalmente una raccolta di macchine d'epoca, oggetti di interesse storico o della cultura pop, automobili, locomotive, aerei e altri elementi, tra cui:
- Un teatro IMAX, che mostra documentari scientifici, naturali, o storici, nonché importanti film
- Un modello dell'automobile Ford Nucleon, a propulsione nucleare
- Un Blue Bird Number 1, il più vecchio scuolabus d'America, costruito e poi donato dalla Blue Bird Corporation[2]
- Una Wienermobile, di Oscar Mayer[3]
- Uno dei 3 esemplari del Quadriciclo Ford creato da Henry Ford nel suo garage nel 1896
- La Lincoln Continental del 1961 a bordo della quale si trovava il presidente John F. Kennedy quando fu assassinato[4]
- La sedia a dondolo del Teatro Ford dove era seduto il presidente Abraham Lincoln quando gli hanno sparato[3]
- La branda da campo di George Washington[3]
- Una bicicletta per dieci passeggeri, del 1896
- Una raccolta di diversi violini 1600 e 1700, tra cui uno Stradivari
- Il presunto ultimo sospiro di Thomas Edison, conservato in un tubo sigillato
- Un prototipo di casa Dymaxion, di Richard Buckminster Fuller
- L'autobus su cui Rosa Parks stava andando a lavorare quando fu arrestata per aver rifiutato di cedere il suo posto a un bianco, episodio che diede inizio al boicottaggio dei bus a Montgomery[5]
- Un prototipo di elicottero di Igor Sikorsky
- L'aereo Fokker Trimotor che fece il primo volo sopra il Polo Nord[6]
- La macchina da corsa di Bill Elliott, del 1987[7]
- La Fairbottom Bobs, con motore Newcomen a vapore
- Un motore a vapore della Cobb's Engine House in Inghilterra[8]
- L'Automotive Hall of Fame, adiacente al Museo Henry Ford
- Un frammento dell'originale "grande insegna" dell'Holiday Inn

In occasione della commemorazione del 100º anniversario del naufragio del Titanic, l'Henry Ford Museum espose una vasta gamma di manufatti e di documenti che facevano riferimento al viaggio e al naufragio della nave. La mostra è stata ospitata dal 31 marzo al 30 settembre 2012.
Il Benson Ford Research Center inoltre utilizza alcune risorse del Museo Henry Ford, in particolare fotografie, manoscritti e materiale d'archivio che raramente esposto al pubblico, per permettere ai visitatori di acquisire una più profonda comprensione del popolo americano, dei luoghi, degli eventi e delle cose. Il Centro di ricerca contiene infine i Ford Motor Archives.